# اما بانتون
اما بانتون (به انگلیسی: Emma Bunton) متولد (۲۱ ژانویه ۱۹۷۶) خواننده و ترانه‌سرا اهل انگلستان است. او عضو گروه اسپایس گرلز بود.